# Škofija Amos
Škofija Amos je rimskokatoliška škofija s sedežem v Amosu (Kanada).

## Geografija
Škofija zajame področje 128.500 km² s 99.474 prebivalci, od katerih je 93.413 rimokatoličanov (93,9 % vsega prebivalstva).
Škofija se nadalje deli na 58 župnij.

## Škofje
- Joseph Louis Aldée Desmarais  (22. junij 1939-31. oktober 1968)
- Gaston Hains (31. oktober 1968-19. april 1978)
- Gérard Drainville (19. april 1978-3. maj 2004)
- Eugène Tremblay (3. maj 2004-danes)